# Phlegetonia bryochlora
Phlegetonia bryochlora là một loài bướm đêm trong họ Noctuidae.